# 拉贝河畔乌斯季扬·埃万杰利斯塔·普尔基涅大学
拉贝河畔乌斯季扬·埃万杰利斯塔·普尔基涅大学 (捷克語：Univerzita Jana Evangelisty Purkyně v Ústí nad Labem，缩写为 UJEP) 是一所位于捷克共和国拉贝河畔乌斯季的公立大学，成立于1991年9月28日。大学以出生在乌斯季州利博霍维采附近的捷克著名科学家扬·埃万杰利斯塔·普尔基涅命名，超过12,000名学生在该大学学习，有大约900名员工。

## 院系设置
- 社会经济研究学院 （页面存档备份，存于）
- 艺术设计学院 （页面存档备份，存于）
- 环境学院 （页面存档备份，存于）
- 教育学院 （页面存档备份，存于）
- 理学院 （页面存档备份，存于）
- 哲学院 （页面存档备份，存于）
- 生产技术与管理学院 （页面存档备份，存于）
- 健康研究学院 （页面存档备份，存于）
- 斯拉夫和日耳曼学研究所 （页面存档备份，存于）